# Василівська сільська рада (Березанський район)
Васи́лівська сільська́ ра́да —колишня  адміністративно-територіальна одиниця та орган місцевого самоврядування в Березанському районі Миколаївської області. Адміністративний центр — село Василівка.

## Загальні відомості
- Територія ради: 1,42 км²
- Населення ради: 982 особи (станом на 2001 рік)
- Територією ради протікає річка Сасик.

## Населені пункти
Сільській раді були підпорядковані населені пункти:
- с. Василівка
- с-ще Елеваторне
- с. Михайлівка
- с. Новоселівка

## Склад ради
Рада складалася з 12 депутатів та голови.
- Голова ради: Гавлік Галина Валентинівна
- Секретар ради: Зеленко Рита Петрівна

### Керівний склад попередніх скликань
| Прізвище, ім'я, по батькові | Основні відомості                                                                     | Дата обрання | Дата звільнення |
| --------------------------- | ------------------------------------------------------------------------------------- | ------------ | --------------- |
| Носаль Степан Семенович     | Сільський голова, 1960 року народження, член Всеукраїнського об'єднання «Батьківщина» | 26.03.2006   | 31.10.2010      |
| Гавлік Галина Валентинівна  | Сільський голова, 1967 року народження, освіта вища, член Партії регіонів             | 31.10.2010   |                 |

Примітка: таблиця складена за даними сайту Верховної Ради України

### Депутати
За результатами місцевих виборів 2010 року депутатами ради стали:

#### За суб'єктами висування
| Суб'єкт висування | Кількість обраних депутатів | %  |
| ----------------- | --------------------------- | -- |
| Самовисування     | 9                           | 75 |
| Партія регіонів   | 3                           | 25 |

#### За округами
| № округу        | Прізвище, ім'я, по батькові    | Дата визнання обраним | Освіта             | Партійна приналежність                        | Відомості про обраного депутата            |
| --------------- | ------------------------------ | --------------------- | ------------------ | --------------------------------------------- | ------------------------------------------ |
| Партія регіонів |                                |                       |                    |                                               |                                            |
| 4               | Руденко Наталя Вікторівна      | 02.11.2010            | середня спеціальна | позапартійна                                  | тимчасово не працює                        |
| 9               | Демчко Наталія Іванівна        | 02.11.2010            | середня спеціальна | позапартійна                                  | Сільська рада, землевпорядник              |
| 11              | Ткаченко Анатолій Архипович    | 02.11.2010            | вища               | член Партії регіонів                          | пенсіонер                                  |
| Самовисування   |                                |                       |                    |                                               |                                            |
| 1               | Зеленко Рита Петрівна          | 02.11.2010            | вища               | позапартійна                                  | Сільська рада, соціальний працівник        |
| 2               | Волошина Наталія Петрівна      | 02.11.2010            | середня спеціальна | позапартійна                                  | Сільська рада, бухгалтер                   |
| 3               | Задирака Валентина Анатоліївна | 02.11.2010            | середня спеціальна | позапартійна                                  | ВАТ ЕК МОЕ, контролер                      |
| 5               | Щербакова Ганна Іванівна       | 02.11.2010            | вища               | член Всеукраїнського об'єднання «Батьківщина» | Краснянська загальноосвітня школа, вчитель |
| 6               | Щербакова Рада Петрівна        | 02.11.2010            | середня спеціальна | позапартійна                                  | Відділ освіти РДА, бухгатер                |
| 7               | Демянчик Галина Петрівна       | 02.11.2010            | вища               | позапартійна                                  | пенсіонер                                  |
| 8               | Грек Анатолій Анатолійович     | 02.11.2010            | середня спеціальна | член Народної партії                          | Березанська РСТ, водій                     |
| 10              | Войцьо Вікторія Йосипівна      | 02.11.2010            | середня            | позапартійна                                  | приватний підприємець                      |
| 12              | Поліщук Лілія Петрівна         | 27.12.2010            | середня спеціальна | позапартійна                                  | Василівський ФП, завідувачка               |